# Lista de senadores do Brasil da 57.ª legislatura
Esta é a lista de senadores do Brasil da 57.ª legislatura do Congresso Nacional. Inclui-se o nome civil dos parlamentares, o partido ao qual é filiado, sua unidade federativa de origem, bem como outras informações. Esta legislatura do Senado Federal tem o tempo de duração de 1 de fevereiro de 2023 a 31 de janeiro de 2027.

## Bancadas dos partidos
Referência: 
| Partido/Federação | Líder                    | Bancada | Posição      |
| ----------------- | ------------------------ | ------- | ------------ |
| PSD               | Omar Aziz (AM)           | 14 / 81 | Governo      |
| PL                | Carlos Portinho (RJ)     | 14 / 81 | Oposição     |
| MDB               | Eduardo Braga (AM)       | 11 / 81 | Governo      |
| FE Brasil         | Rogério Carvalho (PT-SE) | 9 / 81  | Governo      |
| PP                | Tereza Cristina (MS)     | 7 / 81  | Independente |
| UNIÃO             | Efraim Filho (PB)        | 7 / 81  | Independente |
| PODE              | Carlos Viana (MG)        | 6 / 81  | Governo      |
| PSB               | Cid Gomes (CE)           | 5 / 81  | Governo      |
| Republicanos      | Mecias de Jesus (RR)     | 4 / 81  | Independente |
| PSDB-Cidadania    | Plínio Valério (PSDB-AM) | 3 / 81  | Oposição     |
| PDT               | Weverton Rocha (MA)      | 2 / 81  | Governo      |
| NOVO              | Eduardo Girão (CE)       | 1 / 81  | Oposição     |

## Mesa diretora

### 1° biênio (2023–2025)
| Foto | Cargo              | Nome                    | Partido | Estado              |
| ---- | ------------------ | ----------------------- | ------- | ------------------- |
|      | Presidente         | Rodrigo Pacheco         | PSD     | Minas Gerais        |
|      | 1° Vice-Presidente | Veneziano Vital do Rego | MDB     | Paraíba             |
|      | 2° Vice-Presidente | Rodrigo Cunha           | PODE    | Alagoas             |
|      | 1° Secretário      | Rogério Carvalho        | PT      | Sergipe             |
|      | 2° Secretário      | Weverton Rocha          | PDT     | Maranhão            |
|      | 3° Secretário      | Chico Rodrigues         | PSB     | Roraima             |
|      | 4° Secretário      | Styvenson Valentim      | PSDB    | Rio Grande do Norte |

### 2º biênio (2025-2027)
| Foto | Cargo              | Nome             | Partido | Estado     |
| ---- | ------------------ | ---------------- | ------- | ---------- |
|      | Presidente         | Davi Alcolumbre  | UNIÃO   | Amapá      |
|      | 1º Vice-presidente | Eduardo Gomes    | PL      | Tocantins  |
|      | 2º Vice-presidente | Humberto Costa   | PT      | Pernambuco |
|      | 1ª Secretária      | Daniella Ribeiro | PSD     | Paraíba    |
|      | 2º Secretário      | Confúcio Moura   | MDB     | Rondônia   |
|      | 3ª Secretária      | Ana Paula Lobato | PSB     | Maranhão   |
|      | 4º Secretário      | Laércio Oliveira | PP      | Sergipe    |

## Senadores titulares
| Foto                | Nome                                                          | Partido               | Suplente(s)                                                                                          | Formação Acadêmica                                                                     | Alma Mater                                                                                              | Histórico | Início/Fim de mandato | Obs. |
| Acre                | Acre                                                          | Acre                  | Acre                                                                                                 | Acre                                                                                   | Acre | Acre | Acre                  | Acre |
| ------------------- | ------------------------------------------------------------- | --------------------- | --- | -------------------------------------------------------------------------------------- | --- | --- | --------------------- | --- |
|                     | Alan Rick (Alan Rick Miranda)                                 | UNIÃO                 | 1º: Gemil Júnior (Republicanos) 2º: Coronel Casagrande (UNIÃO)                                       | Jornalismo (Pós-graduação) Gestão Pública                                              | Centro Universitário do Norte Fundação Getúlio Vargas                                                   | Ex-Deputado federal (2015-23) | 2023/2031             | |
|                     | Márcio Bittar (Márcio Miguel Bittar)                          | UNIÃO                 | 1º: Eduardo Velloso (UNIÃO) 2º: Macapá Braga (MDB)                                                   | Ciências Sociais e Políticas                                                           | Centro Universitário do Norte                                                                           | Ex-Deputado federal(1999-2003; 2011-15) Ex-Deputado estadual(1995-99) Fundador da União Sul-Mato-Grossense dos Estudantes (USMES) Ex-Presidente da União Campo-Grandense dos Estudantes (UCE) Ex-secretário-geral da Juventude do PMDB | 2019/2027             | Eleito pelo MDB. |
|                     | Sérgio Petecão (Sérgio de Oliveira Cunha)                     | PSD                   | 1º: Maria das Vitórias (PSD) 2º: Maria Alice (MDB)                                                   | Ensino Médio completo                                                                  | | Ex-Deputado Federal Ex-presidente da ALEAC Ex-Deputado Estadual | 2011/2027             | |
| Alagoas             |                                                               |                       | |                                                                                        | | |                       | |
|                     | Eudócia Caldas (Eudócia Maria Holanda de Araújo Caldas)       | PL                    | 1º: Henrique Arruda (Solidariedade)                                                                  | Medicina                                                                               | | Ex-prefeita de Ibateguara | 2025/2027             | 1ª suplente, assumiu após a renúncia de Rodrigo Cunha (PODE), eleito vice-prefeito de Maceió em 2024. |
|                     | Renan Calheiros (José Renan Vasconcelos Calheiros)            | MDB                   | 1º: Rafael Tenório (MDB) 2º: Silvânia Barbosa (MDB)                                                  | Direito                                                                                | Universidade Federal de Alagoas                                                                         | Ex-Presidente do Senado Ex-Ministro da Justiça (Governo FHC) Ex-Deputado Federal Ex-Deputado Estadual Ex-presidente da Fundação Ulysses Guimarães Ex-Presidente do diretório acadêmico (DAC) da área de ciências humanas e sociais da Universidade Federal de Alagoas | 1995/2027             | |
|                     | Renan Filho (José Renan Vasconcelos Calheiros Filho)          | MDB                   | 1º: Fernando Farias (MDB) 2º: Adélia Maria (PV) (FE Brasil)                                          | Economia (pós graduado em Políticas públicas direcionadas á Primeira Infância)         | - Universidade de Brasília - Universidade Harvard                                                       | Ex-Prefeito de Murici Ex-Deputado Federal Ex-Governador de Alagoas | 2023/2031             | |
| Amapá               |                                                               |                       | |                                                                                        | | |                       | |
|                     | Davi Alcolumbre (David Samuel Alcolumbre Tobelem)             | UNIÃO                 | 1º: Josiel (UNIÃO) 2º: Breno (UNIÃO)                                                                 | Ensino Médio completo                                                                  | | Ex-Deputado Federal Ex-Vereador de Macapá Ex-Presidente do Senado | 2015/2031             | |
|                     | Lucas Barreto (Luiz Cantuária Barreto)                        | PSD                   | 1º: Paulo Albuquerque (PSD) 2º: Patricia Costa (PRD)                                                 | Ensino Médio completo                                                                  | | Ex-Deputado Estadual Ex-Vereador de Macapá Ex-Vereador de Macapá | 2019/2027             | Eleito pelo PTB |
|                     | Randolfe Rodrigues (Randolph Frederich Rodrigues Alves)       | PT                    | 1º: Alberto David (PODE) 2º: Pastor Gaia (REDE) (PSOL REDE)                                          | - História - Direito                                                                   | - Universidade Federal do Amapá - Faculdade SEAMA                                                       | Ex-Deputado Estadual Ex-Professor da Universidade Federal do Amapá Ex-Professor da Universidade Federal do Amapá | 2011/2027             | Eleito pela REDE (PSOL REDE) |
| Amazonas            |                                                               |                       | |                                                                                        | | |                       | |
|                     | Eduardo Braga (Carlos Eduardo de Sousa Braga)                 | MDB                   | 1º: Sandra Braga (MDB) 2º: Miguel Biango (MDB)                                                       | Engenharia Elétrica                                                                    | Universidade Federal do Amazonas                                                                        | Ex-Ministro de Minas e Energia (Governo Dilma) Ex-Governador do Amazonas Ex-Prefeito de Manaus Ex-Vice-Prefeito de Manaus Ex-Vice-Prefeito de Manaus Ex-Deputado Federal Ex-Deputado Estadual Ex-Deputado Estadual | 2011/2027             | |
|                     | Omar Aziz (Omar José Abdel Aziz)                              | PSD                   | 1º: Cheila Moreira (PT) (FE Brasil) 2º: João Pedro (PT) (FE Brasil)                                  | Engenharia Civil                                                                       | Universidade Federal do Amazonas                                                                        | Ex-Governador do Amazonas Ex-Vice-Governador do Amazonas Ex-Vice-Prefeito de Manaus Ex-Deputado Estadual Ex-Deputado Estadual Ex-Vereador de Manaus | 2015/2031             | |
|                     | Plínio Valério (Francisco Plínio Valério Tomaz)               | PSDB (PSDB Cidadania) | 1º: Carlos Alberto (Republicanos) 2º: Jacira Souza (PSDB) (PSDB Cidadania)                           | Jornalismo                                                                             | Universidade Federal do Amazonas                                                                        | Ex-Deputado Federal Ex-Vereador de Manaus Ex-Vereador de Manaus | 2019/2027             | |
| Bahia               |                                                               |                       | |                                                                                        | | |                       | |
|                     | Angelo Coronel (Angelo Mário Coronel de Azevedo Martins)      | PSD                   | 1º: Davidson Magalhães (PCdoB) (FE Brasil) 2º: Silvia Nascimento Cardoso dos Santos Cerqueira (REDE) | Engenharia civil                                                                       | Universidade Federal da Bahia                                                                           | Ex-Prefeito de Coração de Maria Ex-Presidente da ALBA Ex-Deputado Estadual | 2019/2027             | |
|                     | Jaques Wagner (Jaques Wagner)                                 | PT (FE Brasil)        | 1º: Bebeto (PSB) 2º: Luciana Leão Muniz (PL)                                                         | Ensino Superior incompleto                                                             | | Ex-Ministro da Casa Civil (Governo Dilma) Ex-Ministro da Defesa (Governo Dilma) Ex-Governador da Bahia Ex-Governador da Bahia Ex-Ministro da Secretaria de Relações Exteriores (Governo Lula) Ex-Ministro do Trabalho (Governo Lula) Ex-Deputado Federal Ex-Secretário de Desenvolvimento Econômico da Bahia (Governo Rui Costa) Ex-Diretor e Presidente do Sindicato dos Trabalhadores da Indústria Petroquímica (Sindiquímica-BA) Fundador do Partido dos Trabalhadores Fundador da Central Única dos Trabalhadores | 2019/2027             | |
|                     | Otto Alencar (Otto Roberto Mendonça de Alencar)               | PSD                   | 1º: Terence Lessa (PT) (FE Brasil) 2º: Hildinha Menezes (PSD)                                        | Medicina                                                                               | Universidade Federal da Bahia                                                                           | Ex-Governador da Bahia Ex-Vice-Governador da Bahia Ex-Presidente da ALBA Ex-Deputado Estadual Ex-Secretário de Saúde da Bahia Ex-chefe do serviço de Ortopedia e Traumatologia do Hospital Getúlio Vargas | 2015/2031             | |
| Ceará               |                                                               |                       | |                                                                                        | | |                       | |
|                     | Camilo Santana (Camilo Sobreira de Santana)                   | PT (FE Brasil)        | 1º: Augusta Brito (PT) (FE Brasil) 2º: Janaína Farias (PT) (FE Brasil)                               | - Engenheiro agrônomo                                                                  | Universidade Federal do Ceará                                                                           | Ex-Secretário de Desenvolvimento Agrário do Ceará (Governo Cid I) Ex-Secretário das Cidades do Ceará (Governo Cid II) Ex-Deputado Estadual do Ceará Ex-Governador do Ceará | 2023/2031             | |
|                     | Cid Gomes (Cid Ferreira Gomes)                                | PSB                   | 1º: Prisco Bezerra (PDT) 2º: Julio Ventura (PDT)                                                     | Engenharia Civil                                                                       | Universidade Federal do Ceará                                                                           | Ex-Ministro da Educação (Governo Dilma). Ex-Governador do Ceará. Ex-Prefeito de Sobral. Ex-Presidente da ALECE. Ex-Deputado Estadual. Ex-Coordenador Político Regional no Ceará. (Governo Tasso) Ex-Consultor do Banco Interamericano de Desenvolvimento (BID). | 2019/2027             | Eleito pelo PDT |
|                     | Eduardo Girão (Luis Eduardo Grangeiro Girão)                  | NOVO                  | 1º: Sargento Reginaldo (UNIÃO) 2º: Dr. Guimarães (Solidariedade)                                     | Ensino Médio completo                                                                  | | Fundador da Associação Estação da Luz | 2019/2027             | Eleito pelo PROS |
| Distrito Federal    |                                                               |                       | |                                                                                        | | |                       | |
|                     | Damares Alves (Damares Regina Alves)                          | Republicanos          | 1º: Manoel Arruda (UNIÃO) 2º: Pastor Egmar (Republicanos)                                            | Direito                                                                                | Faculdades Integradas de São Carlos                                                                     | Ex-Ministra da Mulher, da Família e dos Direitos Humanos (Governo Bolsonaro) | 2023/2031             | |
|                     | Leila Barros (Leila Gomes de Barros Rêgo)                     | PDT                   | 1º: Leany Lemos (PSB) 2º: Ivonete Nascimento (PCdoB) (FE Brasil)                                     | Ensino Superior incompleto                                                             | | Ex-Secretária de Esportes e Lazer do Distrito Federal (Governo Rollemberg) | 2019/2027             | Eleita pelo PSB |
|                     | Izalci Lucas (Izalci Lucas Ferreira)                          | PL                    | 1º: Luis Felipe Belmonte (PODE) 2º: Andre Filipe (PL)                                                | - Pedagogia - Ciências contábeis - Administração financeira (pós)                      | Centro de Ensino Unificado de Brasília (Uniceub)                                                        | Ex-Deputado Federal Ex-Deputado Distrital | 2019/2027             | Eleito pelo PSDB (PSDB Cidadania) |
| Espírito Santo      |                                                               |                       | |                                                                                        | | |                       | |
|                     | Fabiano Contarato                                             | PT (FE Brasil)        | 1º: Ana Paula Tongo (MDB) 2º: Bento Porto (REDE) (PSOL REDE)                                         | Direito                                                                                | Universidade Vila Velha Universidade Gama Filho                                                         | | 2019/2027             | Eleito pela REDE (PSOL REDE) |
|                     | Marcos do Val (Marcos Ribeiro do Val)                         | PODE                  | 1° Rosana Foerst (Cidadania) (PSDB Cidadania) 2º: Ronaldo Libardi (Cidadania) (PSDB Cidadania)       |                                                                                        | | | 2019/2027             | Eleito pelo Cidadania (PSDB Cidadania) |
|                     | Magno Malta (Magno Pereira Malta)                             | PL                    | 1º: Marcinha Macedo (PL) 2º: Tenente Emerson (PTB)                                                   | - Pastor - Músico                                                                      | Seminário Teológico Batista no Norte do Brasil                                                          | Ex-Senador Ex-Deputado federalEx-Deputado estadual | 2023/2031             | |
| Goiás               |                                                               |                       | |                                                                                        | | |                       | |
|                     | Jorge Kajuru (Jorge Kajuru Reis da Costa Nasser)              | PSB                   | 1º: Milton Mercêz (Patriota)                                                                         | Ensino fundamental incompleto                                                          | | Ex-Vereador de Goiânia | 2019/2027             | Eleito pelo PRP |
|                     | Vanderlan Cardoso (Vanderlan Vieira Cardoso)                  | PSD                   | 1º: Pedro Chaves (MDB) 2º: Jader Melo (PP)                                                           | Ensino Médio completo                                                                  | | Ex-Prefeito de Senador Canedo | 2019/2027             | Eleito pelo PP |
|                     | Wilder Morais (Wilder Pedro de Morais)                        | PL                    | 1º: Izaura Cardoso (PL) 2º: Hélio Araújo (PL)                                                        | Engenharia civil                                                                       | Pontifícia Universidade Católica de Goiás                                                               | Ex-Senador | 2023/2031             | |
| Maranhão            |                                                               |                       | |                                                                                        | | |                       | |
|                     | Eliziane Gama (Eliziane Pereira Gama Melo)                    | PSD                   | 1º: Bene Camacho (PTB)                                                                               | Jornalismo                                                                             | Universidade Federal do Maranhão                                                                        | Ex-Deputada Federal Ex-Deputada Estadual Ex-Deputada Estadual | 2019/2027             | Eleita pelo Cidadania |
|                     | Ana Paula Lobato (Ana Paula Dias Lobato Nova Alves)           | PSB                   | 1º: Lourdinha (PCdoB) (FE Brasil) 2°: Cargo vago                                                     | Enfermagem                                                                             | | Ex-Vice-Prefeita de Pinheiro | 2023/2031             | 1ª suplente, assumiu o mandato de Flávio Dino temporariamente com a sua indicação ao Ministério de Justiça e Segurança Pública no terceiro Governo Lula em 2023. Lobato foi efetivada como senadora titular em 22 de fevereiro de 2024, logo após a renúncia de Dino, que assumiu uma vaga no Supremo Tribunal Federal. |
|                     | Weverton (Weverton Rocha Marques de Sousa)                    | PDT                   | 1º: Roberth Bringel (UNIÃO) 2ª: Suely Pereira (PSB)                                                  | Administração de empresas                                                              | Faculdade São Luís                                                                                      | Ex-Deputado Federal | 2019/2027             | |
| Mato Grosso         |                                                               |                       | |                                                                                        | | |                       | |
|                     | Carlos Fávaro (Carlos Henrique Baqueta Fávaro)                | PSD                   | 1ª: Margareth Busetti (PSD) 2º: José Esteves de Lacerda Filho (PSD)                                  | Ensino Médio completo                                                                  | | Ex-Vice-Governador do Mato Grosso | 2020/2027             | Assumiu em 17 de abril de 2020 após vacância do cargo ocupado por Selma Arruda, que foi cassada. Novas eleições foram convocadas para o complemento do mandato, e Fávaro foi o vencedor. |
|                     | Jayme Campos (Jayme Veríssimo Campos)                         | UNIÃO                 | 1º: Fábio Garcia (UNIÃO) 2ª: Cândida Farias (MDB)                                                    | Ensino médio completo                                                                  | | Ex-Governador do Mato Grosso Ex-Prefeito de Várzea Grande Ex-Prefeito de Várzea Grande | 2019/2027             | Eleito pelo DEM |
|                     | Wellington Fagundes (Wellington Antônio Fagundes)             | PL                    | 1º: Mauro Carvalho Júnior (UNIÃO) 2º: Rosana Martinelli (PL)                                         | - Medicina Veterinária - Ciência Política (pós-graduação)                              | - Universidade Federal de Mato Grosso do Sul - Universidade de Brasília                                 | Ex-Deputado Federal | 2015/2031             | |
| Mato Grosso do Sul  |                                                               |                       | |                                                                                        | | |                       | |
|                     | Nelsinho Trad (Nelson Trad Filho)                             | PSD                   | 1º: José Chagas (UNIÃO) 2º: Professora Bazé (UNIÃO)                                                  | Medicina                                                                               | Universidade Gama Filho                                                                                 | Ex-Prefeito de Campo Grande Ex-Deputado Estadual Ex-Vereador de Campo Grande | 2019/2027             | Eleito pelo PTB |
|                     | Soraya Thronicke (Soraya Vieira Thronicke)                    | PODE                  | 1º: Rodolfo Nogueira (PL) 2º: Danny Fabricio (UNIÃO)                                                 | Direito                                                                                | Centro Universitário de Campo Grande (Unaes)                                                            | | 2019/2027             | Eleita pelo PSL |
|                     | Tereza Cristina (Tereza Cristina Corrêa da Costa Dias)        | PP                    | 1º: Tenente Portela (PL) 2º: Paulo Salomão (PP)                                                      | Engenheiro agrônomo                                                                    | Universidade Federal de Viçosa                                                                          | - Ex-Deputada Federal - Ex-Ministra da Agricultura, Pecuária e Abastecimento (Governo Bolsonaro) - Ex-Secretária de Desenvolvimento Agrário, da Produção, Indústria, do Comércio e do Turismo (Governo Puccinelli) | 2023/2031             | |
| Minas Gerais        |                                                               |                       | |                                                                                        | | |                       | |
|                     | Carlos Viana (Carlos Alberto Dias Viana)                      | PODE                  | 1º: Castellar Guimarães Neto (PP) 2º: Danilo Martins de Oliveira (PODE)                              | Jornalismo                                                                             | Universidade Federal de Minas Gerais                                                                    | | 2019/2027             | Eleito pelo PHS |
|                     | Cleitinho (Cleiton Gontijo de Azevedo)                        | Republicanos          | 1º: Alexandre Diniz (Republicanos) 2º: Wander de Sousa (PODE)                                        | Ensino médio completo                                                                  | | - Ex-Deputado estadual - Ex-Vereador de Divinópolis | 2023/2031             | Eleito pelo PSC |
|                     | Rodrigo Pacheco (Rodrigo Otavio Soares Pacheco)               | PSD                   | 1º: Renzo Braz (PP) 2º: Ana Maria (PSDB) (PSDB Cidadania)                                            | Direito Direito Penal Econômico Internacional (pós-graduação)                          | Pontifícia Universidade Católica de Minas Gerais Instituto Brasileiro de Ciências Econômicas Criminais  | Ex-Deputado Federal | 2019/2027             | Eleito pelo DEM |
| Pará                |                                                               |                       | |                                                                                        | | |                       | |
|                     | Beto Faro (José Roberto Oliveira Faro)                        | PT (FE Brasil)        | 1º: Josenir (PT) (FE Brasil) 2º: Leny Campêlo (PCdoB) (FE Brasil)                                    | Ensino Fundamental completo                                                            | | Ex-Deputado federal | 2023/2031             | |
|                     | Jader Barbalho (Jader Fontenelle Barbalho)                    | MDB                   | 1º: Helenilson Pontes (PSD) 2º: João Chamon Neto (MDB)                                               | Direito                                                                                | Universidade Federal do Pará                                                                            | Ex-Presidente do Senado Ex-Governador do Pará Ex-Deputado Federal Ex-Ministro da Previdência Social (Governo Sarney) Ex-Ministro do Desenvolvimento Agrário do Brasil (Governo Sarney) Ex-Deputado Estadual Ex-Vereador de Belém | 2011/2027             | |
|                     | Zequinha Marinho (José da Cruz Marinho)                       | PODE                  | 1º: Arlindo Silva (Republicanos) 2º: Marinho Cunha (Avante)                                          | Pedagogia                                                                              | Universidade do Estado do Pará                                                                          | Ex-Vice-Governador do Pará Ex-Deputado Federal Ex-Deputado Estadual Ex-Deputado Estadual | 2019/2027             | Eleito pelo PSC |
| Paraíba             |                                                               |                       | |                                                                                        | | |                       | |
|                     | Daniella Ribeiro (Daniella Velloso Borges Ribeiro)            | PP                    | 1º: Diego Tavares (PP) 2º: Nailde Panta (PP)                                                         | Pedagogia                                                                              | Universidade Federal da Paraíba                                                                         | Ex-Deputada Estadual Ex-Vereadora de Campina Grande | 2019/2027             | |
|                     | Efraim Filho (Efraim de Araújo Morais Filho)                  | UNIÃO                 | 1º: André Amaral (UNIÃO) 2º: Erik Marinho (UNIÃO)                                                    | Direito                                                                                | Universidade Federal da Paraíba                                                                         | Ex-Deputado Federal | 2023/2031             | |
|                     | Veneziano Vital do Rêgo Veneziano Vital do Rêgo Segundo Neto) | MDB                   | 1º: Ney Suassuna (Republicanos) 2º: Suely Santiago (Republicanos)                                    | Direito                                                                                | Centro de Ensino Unificado de Brasília (Uniceub)                                                        | Ex-Deputado Federal Ex-Prefeito de Campina Grande Ex-Vereador de Campina Grande | 2019/2027             | Eleito pelo PSB |
| Paraná              |                                                               |                       | |                                                                                        | | |                       | |
|                     | Flávio Arns (Flávio José Arns)                                | PSB                   | 1º: Vilson Basso (REDE) (PSOL REDE) 2º: Flávio Vicente (REDE) (PSOL REDE)                            | - Letras (graduação) - Direito (graduação) - Letras (mestrado) - Linguística (PhD)     | - Pontifícia Universidade Católica do Paraná - Universidade Federal do Paraná - Northwestern University | Ex-Vice-Governador do Paraná Ex-Secretário Para Assuntos Estratégicos (Governo Beto Richa) Ex-Secretário de Educação do Paraná (Governo Beto Richa) Ex-Deputado Federal Ex-Diretor de Educação Especial do Paraná (Governo José Richa, Elisio de Campos e Álvaro Dias) | 2019/2027             | Eleito pela REDE (PSOL REDE) |
|                     | Oriovisto Guimarães                                           | PSDB (PSDB Cidadania) | 1º: Paulo Salamuni (PV) (FE Brasil) 2º: Plinio Destro (PODE)                                         | Economia                                                                               | Universidade Federal do Paraná                                                                          | | 2019/2027             | Eleito pelo PODE |
|                     | Sergio Moro (Sergio Fernando Moro)                            | UNIÃO                 | 1º: Luís Felipe Cunha (UNIÃO) 2º: Ricardo Guerra (UNIÃO)                                             | Direito (mestrado e doutorado)                                                         | - Universidade Estadual de Maringá - Universidade Federal do Paraná                                     | Ex-Ministro da Justiça (Governo Bolsonaro) | 2023/2031             | |
| Pernambuco          |                                                               |                       | |                                                                                        | | |                       | |
|                     | Humberto Costa (Humberto Sérgio Costa Lima)                   | PT (FE Brasil)        | 1º: Waldemar Oliveira (Avante) 2º: Márcia do Angico (PT) (FE Brasil)                                 | - Medicina - Jornalismo                                                                | - Universidade Federal de Pernambuco - Universidade Católica de Pernambuco                              | Ex-Ministro da Saúde do Brasil (Governo Lula)Ex-Secretário das Cidades de Pernambuco Ex-Secretário das Cidades de Pernambuco (Governo Eduardo Campos) Ex-Deputado Federal Ex-Deputado Estadual Ex-Vereador do Recife Ex-Secretário de Saúde do Recife (Governo João Paulo Lima) | 2011/2027             | |
|                     | Fernando Dueire (Fernando Antonio Caminha Dueire)             | MDB                   | 1º: Adilson Gomes (PSB) 2°: Cargo vago                                                               | Economia                                                                               | Universidade Federal de Pernambuco                                                                      | Ex-Presidente do Conselho Nacional dos Secretários de Energia em Pernambuco (Governo Jarbas Vasconcelos) Ex-Secretário Estadual de Infraestrutura por Pernambuco (Governo Jarbas Vasconcelos) Superintendente da Companhia Brasileira de Trens Urbanos por Pernambuco (Governo Miguel Arraes) | 2023/2027             | 1º suplente, assumiu inicialmente o mandato em 7 de dezembro de 2022 e foi efetivado como titular em 5 de setembro de 2023, após a renúncia de Jarbas Vasconcelos. |
|                     | Teresa Leitão (Maria Teresa Leitão de Melo)                   | PT (FE Brasil)        | 1º: Silvio Costa (Republicanos) 2º: Francisco Alexandre (PT) (FE Brasil)                             | Pedagogia                                                                              | Universidade Católica de Pernambuco                                                                     | Ex-Deputada Estadual | 2023/2031             | |
| Piauí               |                                                               |                       | |                                                                                        | | |                       | |
|                     | Ciro Nogueira (Ciro Nogueira Lima Filho)                      | PP                    | 1º: Eliane Nogueira (PP) 2º: Gil Paraíbano (PP)                                                      | Direito                                                                                | Pontifícia Universidade Católica do Rio de Janeiro                                                      | Ex-Ministro Chefe da Casa Civil (Governo Bolsonaro) Ex-Deputado federal Presidente do Progressistas | 2019/2027             | |
|                     | Marcelo Castro (Marcelo Costa e Castro)                       | MDB                   | 1º: José Hamilton (PTB) 2º: Rosário Bezerra (MDB)                                                    | Letras                                                                                 | Universidade Federal do Piauí                                                                           | Ex-Ministro da Saúde do Brasil (Governo Dilma) Ex-Deputado Federal Ex-Deputado Estadual | 2019/2027             | |
|                     | Wellington Dias (José Wellington Barroso de Araújo Dias)      | PT (FE Brasil)        | 1º: Jussara Lima (PSD) 2º: José Amauri (PT) (FE Brasil)                                              | - Letras - Políticas públicas (Pós-Graduação)                                          | - Universidade Federal do Piauí - Universidade Federal do Rio de Janeiro                                | - Ex-Governador do Piauí - Ex-Senador - Ex-Deputado federal - Ex-Deputado estadual - Ex-Vereador de Teresina | 2023/2031             | |
| Rio de Janeiro      |                                                               |                       | |                                                                                        | | |                       | |
|                     | Carlos Portinho (Carlos Francisco Portinho)                   | PL                    | 1º: Renata Guerra (PSD)                                                                              | Direito                                                                                | Pontifíca Universidade Católica do Rio de Janeiro                                                       | Ex-Secretário Estadual do Meio Ambiente | 2020/2027             | 1º suplente, assumiu com a morte do titular Arolde de Oliveira. Eleito pelo PSD |
|                     | Flávio Bolsonaro (Flávio Nantes Bolsonaro)                    | PL                    | 1º: Paulo Marinho (Republicanos) 2º: Leonardo Rodrigues (UNIÃO)                                      | Direito                                                                                | Universidade Candido Mendes                                                                             | Ex-Deputado Estadual | 2019/2027             | Eleito pelo PSL |
|                     | Romário (Romário de Souza Faria)                              | PL                    | 1º: Bruno Bonetti (PL) 2º: Andrea Fontes (PL)                                                        | Educação Física                                                                        | Universidade Castelo Branco                                                                             | Ex-Deputado Federal | 2015/2031             | |
| Rio Grande do Norte |                                                               |                       | |                                                                                        | | |                       | |
|                     | Rogério Marinho (Rogério Simonetti Marinho)                   | PL                    | 1º: Flávia Azevedo (PL) 2º: Targino (Solidariedade)                                                  | Economia                                                                               | Universidade Potiguar                                                                                   | Ex-Ministro do Desenvolvimento Regional (Governo Bolsonaro) - Ex-Secretário Especial de Previdência e Trabalho (Governo Bolsonaro) - Ex-deputado federal - Ex-Secretário de Desenvolvimento econômico (Governo de Rosalba Ciarlini) - Ex-Vereador de Natal | 2023/2031             | |
|                     | Styvenson Valentim (Eann Styvenson Valentim Mendes)           | PSDB (PSDB Cidadania) | 1º: Alisson Taveira (REDE) (PSOL REDE) 2º: Coronel Margarida (REDE) (PSOL REDE)                      | Direito                                                                                | Faculdade Estácio do Rio Grande do Norte                                                                | - | 2019/2027             | Eleito pela REDE (PSOL REDE) |
|                     | Zenaide Maia (Zenaide Maia Calado Pereira dos Santos)         | PSD                   | 1º: Júnior Souto (PCdoB) (FE Brasil) 2º: Manoel Roberto (PODE)                                       | Medicina                                                                               | Universidade Federal do Rio Grande do Norte                                                             | Ex-Deputada Federal Ex-primeira-dama de São Gonçalo do Amarante Ex-secretária de Saúde de São Gonçalo do Amarante (Governo Jaime Calado) | 2019/2027             | Eleita pelo PHS |
| Rio Grande do Sul   |                                                               |                       | |                                                                                        | | |                       | |
|                     | Hamilton Mourão (Antônio Hamilton Martins Mourão)             | Republicanos          | 1º: Liziane Bayer (Republicanos) 2º: Coronel Andreuzza (Republicanos)                                |                                                                                        | - Academia Militar das Agulhas Negras - Escola de Comando e Estado-Maior do Exército                    | Ex-Vice-presidente do Brasil | 2023/2031             | |
|                     | Luis Carlos Heinze                                            | PP                    | 1º: Ireneu Orth (PP) 2º: Drica de Lucena (PP)                                                        | Engenharia Agronômica                                                                  | Universidade Federal de Santa Maria                                                                     | Ex-Deputado Federal Ex-Prefeito de São Borja | 2019/2027             | |
|                     | Paulo Paim (Paulo Renato Paim)                                | PT (FE Brasil)        | 1º: Cleonice Back (PT) (FE Brasil) 2º: Reginete Bispo (PT) (FE Brasil)                               | Ensino Médio completo                                                                  | | Ex-Deputado Federal | 2003/2027             | |
| Rondônia            |                                                               |                       | |                                                                                        | | |                       | |
|                     | Confúcio Moura (Confúcio Aires Moura)                         | MDB                   | 1º: Maria Eliza (MDB) 2º: Carlos Milton Morais (MDB)                                                 | Medicina                                                                               | Universidade Federal de Goiás                                                                           | Ex-Governador de Rondônia Ex-Prefeito de Ariquemes Ex-Deputado Federal | 2019/2027             | |
|                     | Jaime Bagattoli (Jaime Maximino Bagattoli )                   | PL                    | 1º: Pastor Sebastião Valadares (PL) 2º: Dheep Rover (PL)                                             | Ensino Médio completo                                                                  | | | 2023/2031             | |
|                     | Marcos Rogério (Marcos Rogério da Silva Brito)                | PL                    | 1º: Samuel Araujo (PSD) 2º: Pastor Severino (UNIÃO)                                                  | Direito                                                                                | Universidade Luterana do Brasil                                                                         | Ex-Deputado Federal Ex-Vereador de Ji-Paraná Ex-Vereador de Ji-Paraná | 2019/2027             | Eleito pelo DEM |
| Roraima             |                                                               |                       | |                                                                                        | | |                       | |
|                     | Chico Rodrigues (Francisco de Assis Rodrigues)                | PSB                   | 1º: Pedro Arthur (UNIÃO) 2º: Onésimo Cruz (PSDB) (PSDB Cidadania)                                    | - Engenharia Agronômica - Políticas Públicas (especialização)                          | - Universidade Federal de Pernambuco - Universidade Católica de Pernambuco                              | Ex-Governador de Roraima Ex-Vice-Governador de Roraima Ex-Deputado Federal Ex-Vereador de Boa Vista | 2019/2027             | Eleito pelo DEM |
|                     | Dr. Hiran (Hiran Manuel Gonçalves da Silva)                   | PP                    | 1º: JR Rodrigues (Republicanos) 2º: Aline Rezende (PRTB)                                             | Medicina                                                                               | Universidade Federal do Amazonas                                                                        | Ex-Deputado federal | 2023/2031             | |
|                     | Mecias de Jesus (Antônio Mecias Pereira de Jesus)             | Republicanos          | 1º: Enfermeira Roberta (Republicanos) 2º: Afonso Parente (Republicanos)                              | Gestão Financeira                                                                      | | Ex-Deputado Estadual | 2019/2027             | |
| Santa Catarina      |                                                               |                       | |                                                                                        | | |                       | |
|                     | Esperidião Amin (Esperidião Amin Helou Filho)                 | PP                    | 1º: Geraldo Althoff (PSD) 2º: Denise dos Santos (PSD)                                                | Administração Direito                                                                  | Escola Superior de Administração e Gerência Universidade Federal de Santa Catarina                      | Ex-Governador de Santa Catarina Ex-Deputado Federal Ex-Prefeito de Florianópolis | 2019/2027             | |
|                     | Ivete da Silveira (Ivete Marli Appel da Silveira)             | MDB                   | 2º: Beto Martins (PSDB) (PSDB Cidadania)                                                             | Educação Física                                                                        | Universidade Federal de Santa Catarina                                                                  | Ex-primeira-dama de Santa Catarina | 2019/2027             | 1º suplente, assumiu em 31 de outubro de 2022, após a eleição do titular, Jorginho Mello, como governador de Santa Catarina. |
|                     | Jorge Seif (Jorge Seif Junior)                                | PL                    | 1º: Hermes Klann (PL) 2º: Adrian da Blukit (PL)                                                      | - Administração - Marketing                                                            | Universidade do Vale do Itajaí                                                                          | Ex-Secretário Nacional de Pesca de Aquicultura (Governo Bolsonaro) | 2023/2031             | |
| São Paulo           |                                                               |                       | |                                                                                        | | |                       | |
|                     | Astronauta Marcos Pontes (Marcos Cesar Pontes)                | PL                    | 1º: Professor Alberto (PL) 2º: Sirlange Manga (PL)                                                   | - Tecnologia Aeronáutica - Engenharia aeroespacial - Engenharia de sistemas (mestrado) | - Academia da Força Aérea - Instituto Tecnológico de Aeronáutica - Escola de Pós-Graduação Naval        | Ex-Ministro da Ciência, Tecnologia e Inovações (Governo Bolsonaro) | 2023/2031             | |
|                     | Giordano (Alexandre Luiz Giordano)                            | MDB                   | 1º: Astronauta Marcos Pontes (PL)                                                                    |                                                                                        | | | 2021/2027             | 1º suplente, assumiu com a morte do titular Major Olímpio. Eleito pelo PSL. |
|                     | Mara Gabrilli (Mara Cristina Gabrilli)                        | PSD                   | 1º: Alfredo Cotait Neto (PSD) 2º: Ivani Boscolo (PSD)                                                | - Comunicação Social, Publicidade e Propaganda - Psicologia                            | - Escola Superior de Propaganda e Marketing - Universidade Paulista (UNIP)                              | Ex-Deputada Federal Ex-Vereadora de São Paulo Ex-Secretária da Pessoa com Deficiência e Mobilidade Reduzida de São Paulo (Governo José Serra e Gilberto Kassab) | 2019/2027             | Eleita pelo PSDB |
| Sergipe             |                                                               |                       | |                                                                                        | | |                       | |
|                     | Alessandro Vieira                                             | MDB                   | 1º: Fernando Carvalho (PP) 2º: Major Ildomario (REDE) (PSOL REDE)                                    | Direito                                                                                | Universidade Tiradentes                                                                                 | | 2019/2027             | Eleito pela REDE (PSOL REDE) |
|                     | Laercio Oliveira (Laercio José de Oliveira)                   | PP                    | 1º: Janier (PSD) 2º: Fernando Carvalho (PP)                                                          | - Administração - Gestão estratégica de empresas (MBA)                                 | - Faculdade de Administração e Negócios do Sergipe - Fundação Getulio Vargas                            | Ex-Deputado federal | 2023/2031             | |
|                     | Rogério Carvalho (Rogério Carvalho Santos)                    | PT (FE Brasil)        | 1º: Jorge Mitidieri (PSD) 2º: Maria da Taiçoca (PSD)                                                 | Medicina                                                                               | Universidade Federal de Sergipe                                                                         | Ex-Deputado Federal Ex-Secretário de Saúde de Sergipe (Governo Marcelo Déda) Ex-Deputado Estadual | 2019/2027             | |
| Tocantins           |                                                               |                       | |                                                                                        | | |                       | |
|                     | Eduardo Gomes (Carlos Eduardo Torres Gomes)                   | PL                    | 1º: Ogari Pacheco (UNIÃO)                                                                            | Ensino Médio completo                                                                  | | Ex-secretário de Governadoria do Tocantins (Governo Mauro Carlesse) Ex-Deputado Federal Ex-Vereador de Palmas | 2019/2027             | Eleito pelo Solidariedade |
|                     | Irajá (Irajá Silvestre Filho)                                 | PSD                   | 1º: Marcos de Souza Costa (Solidariedade) 2º: Terciliano Gomes (PDT)                                 | Comunicação Social, Publicidade e Propaganda                                           | Universidade Luterana do Brasil (Ulbra)                                                                 | Ex-Deputado Federal | 2019/2027             | |
|                     | Professora Dorinha Seabra (Maria Auxiliadora Seabra Rezende)  | UNIÃO                 | 1º: Professora Lu (UNIÃO) 2º:Maurício Buffon (PTB)                                                   | - Pedagogia - Educação Escolar Brasileira (mestrado)                                   | Universidade Federal de Goiás                                                                           | Ex-Deputado federal | 2023/2031             | |

## Senadores licenciados e fora de exercício
|  | Senador                                                  | Partido        | Estado         | Suplente                | Motivo | Ref.   |
|  | -------------------------------------------------------- | -------------- | -------------- | ----------------------- | --- | ------ |
|  | Wellington Dias (José Wellington Barroso de Araújo Dias) | PT (FE Brasil) | Piauí          | Jussara Lima (PSD)      | Assumiu o Ministério do Desenvolvimento Social                                                                    | [ 70 ] |
|  | Flávio Dino (Flávio Dino de Castro e Costa)              | PSB            | Maranhão       | Ana Paula Lobato (PSB)  | Assumiu o Ministério da Justiça & Segurança Pública, e em seguida, assumiu uma vaga no Supremo Tribunal Federal.  | [ 70 ] |
|  | Renan Filho (José Renan Vasconcelos Calheiros Filho)     | MDB            | Alagoas        | Fernando Farias (MDB)   | Assumiu o Ministério dos Transportes                                                                              | [ 70 ] |
|  | Camilo Santana (Camilo Sobreira de Santana)              | PT (FE Brasil) | Ceará          | Augusta Brito (PT)      | Assumiu o Ministério da Educação                                                                                  | [ 70 ] |
|  | Carlos Fávaro (Carlos Henrique Baqueta Fávaro)           | PSD            | Mato Grosso    | Margareth Buzetti (PSD) | Assumiu o Ministério da Agricultura                                                                               | [ 70 ] |
|  | Augusta Brito (Augusta Brito de Paula)                   | PT (FE Brasil) | Ceará          | Janaína Farias (PT)     | Licenciada por 121 dias para assumir a Secretaria da Articulação Política do Ceará na gestão de Elmano de Freitas | [ 71 ] |
|  | Wellington Fagundes (Wellington Antônio Fagundes)        | PL             | Mato Grosso    | Rosana Martinelli (PL)  | Licença médica | [ 72 ] |
|  | Carlos Viana (Carlos Alberto Dias Viana)                 | PODE           | Minas Gerais   | Castellar Neto (PP)     | Licença por 122 dias para disputar a Prefeitura de Belo Horizonte                                                 | [ 73 ] |
|  | Ivete da Silveira (Ivete Marli Appel da Silveira)        | (MDB)          | Santa Catarina | Beto Martins (PL)       | Licença médica | [ 74 ] |

## Renúncias
|  | Nome                                               | Partido | Estado     | Efetivado                                                   | Histórico | Período   | Ref.   |
|  | -------------------------------------------------- | ------- | ---------- | ----------------------------------------------------------- | --- | --------- | ------ |
|  | Jarbas Vasconcelos (Jarbas de Andrade Vasconcelos) | MDB     | Pernambuco | Fernando Dueire (Fernando Antonio Caminha Dueire)(MDB)      | Ex-Governador de Pernambuco Ex-Prefeito de Recife Ex-Deputado federal Ex-Deputado estadual                                                                      | 2019/2023 | [ 49 ] |
|  | Flávio Dino (Flávio Dino de Castro e Costa)        | PSB     | Maranhão   | Ana Paula Lobato (Ana Paula Dias Lobato Nova Alves) (PSB)   | Ex-Juiz do TRF-1 Ex-Deputado federal do Maranhão Ex-Presidente da Embratur (Governo Dilma) Ex-Governador do Maranhão Ex-Ministro da Justiça e Segurança Pública | 2023/2024 | [ 75 ] |
|  | Rodrigo Cunha (Rodrigo Santos Cunha)               | PODE    | Alagoas    | Eudócia Caldas (Eudócia Maria Holanda de Araújo Caldas)(PL) | Ex-Deputado Estadual | 2019/2024 | [ 76 ] |

## Suplentes que assumiram durante a legislatura
|  | Nome                                                  | Partido        | Estado         | Titular                  | Período                                | Ref.          |
|  | ----------------------------------------------------- | -------------- | -------------- | ------------------------ | -------------------------------------- | ------------- |
|  | Fernando Dueire (Fernando Antonio Caminha Dueire)     | MDB            | Pernambuco     | Jarbas Vasconcelos (MDB) | 2022–2023                              | [ 77 ]        |
|  | Jussara Lima (Antônia Jussara Gomes Alves Sousa Lima) | PSD            | Piauí          | Wellington Dias (PT)     | 2023-em exercício                      | [ 70 ]        |
|  | Ana Paula Lobato (Ana Paula Dias Lobato Nova Alves)   | PSB            | Maranhão       | Flávio Dino (PSB)        | 2023–em exercício                      | [ 70 ]        |
|  | Fernando Farias (Fernando Lopes de Farias)            | MDB            | Alagoas        | Renan Filho (MDB)        | 2023–em exercício                      | [ 70 ]        |
|  | Augusta Brito (Augusta Brito de Paula)                | PT (FE Brasil) | Ceará          | Camilo Santana (PT)      | 2023–2 de abril de 2024                | [ 70 ] [ 71 ] |
|  | Mauro Carvalho Júnior                                 | UNIÃO          | Mato Grosso    | Wellington Fagundes (PL) | 2023                                   | [ 78 ]        |
|  | Margareth Buzetti (Margareth Gettert Busetti)         | PSD            | Mato Grosso    | Carlos Fávaro (PSD)      | 2023–em exercício                      | [ 70 ]        |
|  | Samuel Araújo (Samuel Pereira Araújo)                 | PSD            | Rondônia       | Marcos Rogério (PL)      | 1 de março de 2023–12 de junho de 2023 | [ 79 ]        |
|  | Janaína Farias (Janaína Carla Farias)                 | PT (FE Brasil) | Ceará          | Augusta Brito (PT)       | 2 de abril de 2024–em exercício        | [ 80 ]        |
|  | Rosana Martinelli (Rosana Tereza Martinelli)          | PL             | Mato Grosso    | Wellington Fagundes (PL) | 12 de junho de 2024–em exercício       | [ 81 ]        |
|  | Castellar Neto (Castellar Modesto Guimarães Neto)     | PP             | Minas Gerais   | Carlos Viana (PODE)      | 17 de julho de 2024 - em exercício     | [ 73 ]        |
|  | Beto Martins Jose Roberto Martins                     | PL             | Santa Catarina | Ivete da Silveira (MDB)  | 6 de agosto de 2024 - em exercício     | [ 74 ]        |